# 圣胡安格兰德河
聖胡安格蘭德河（西班牙語：Río San Juan del Oro）是一條位於阿根廷與玻利維亞的河流。全长388公里，其中46公里的河段位於阿根廷境內，286公里的河段位於玻利維亞境內，56公里的河段為阿根廷與玻利维亚的界河。

## 另見
- 阿根廷河流列表

## 腳註

### 外部參考
- GEOnet Names Server （页面存档备份，存于）
- https://www.argentina.gob.ar/pais/territorio/limites （页面存档备份，存于）

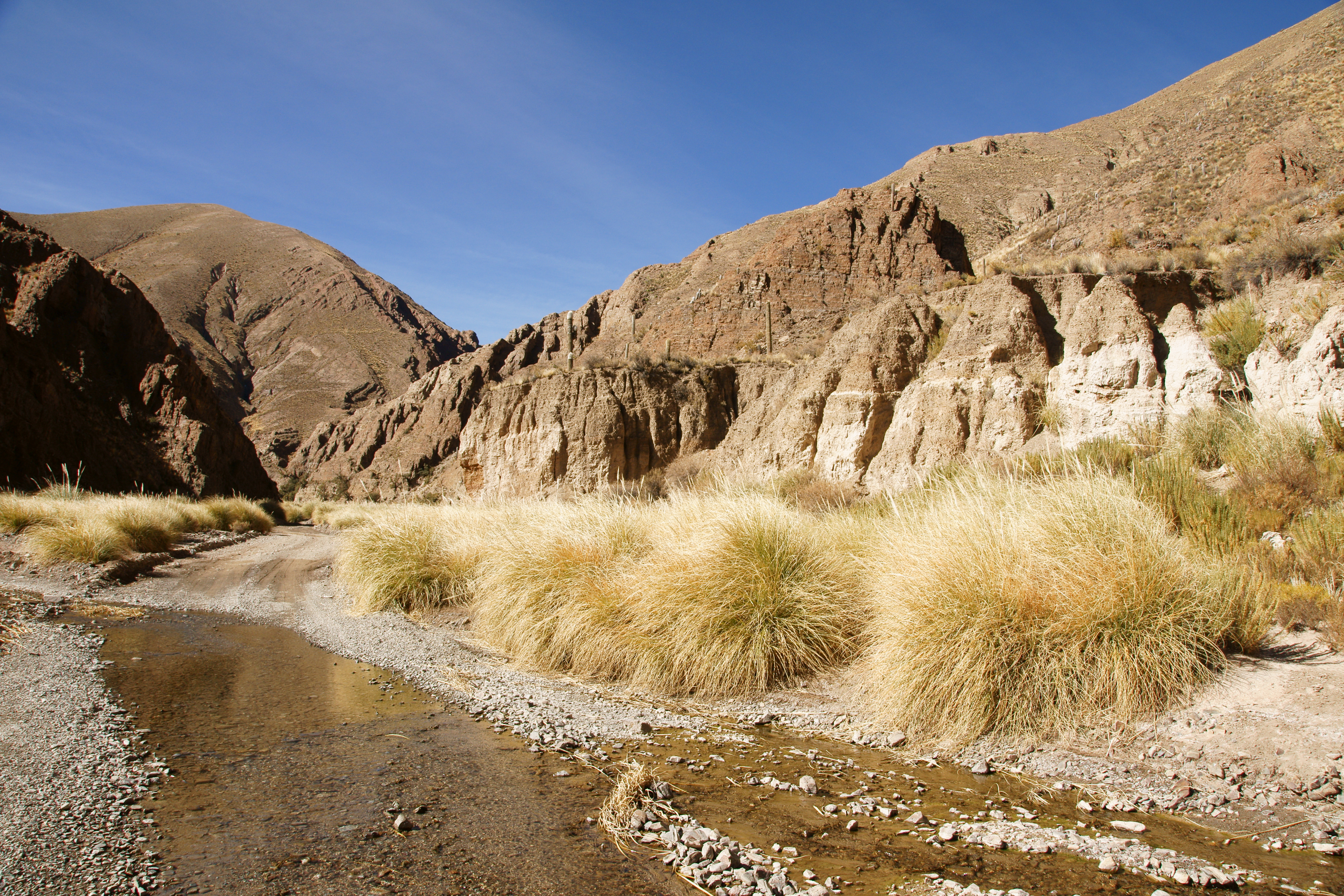
穿過聖胡安格蘭德河的國道40號

- Foto des Río San Juan del Oro bei MiraBolivia （页面存档备份，存于）